# Les Frères corses
Pour les articles homonymes, voir Les Frères corses (homonymie).
Les Frères corses est un roman d'Alexandre Dumas publié en 1844.

## Adaptations

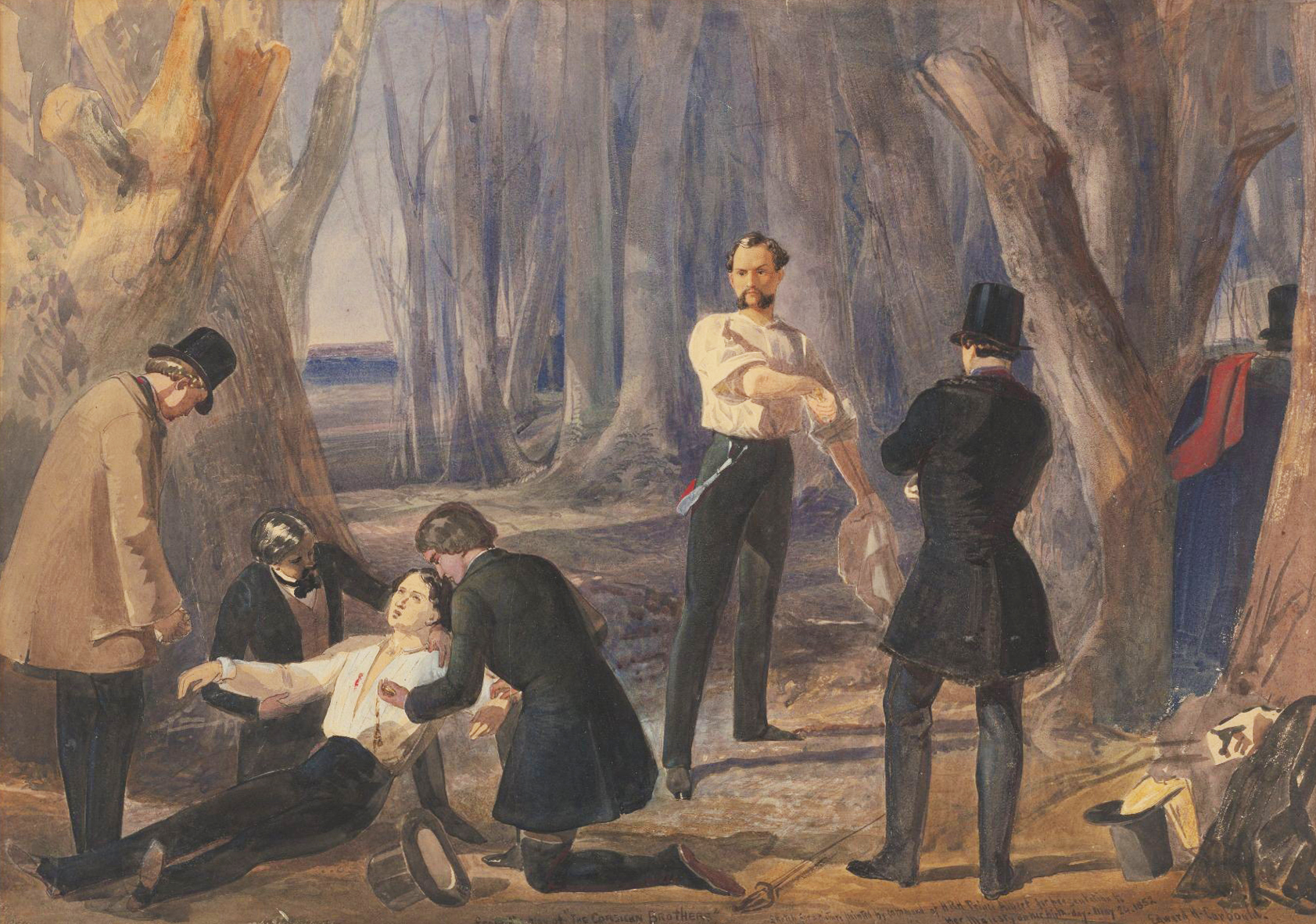
Les Frères corses (The Corsican Brothers), Edward Henry Corbould, 1852

### Au cinéma
- 1917 : Les Frères corses film muet français réalisé par André Antoine ;
- 1920 : The Corsican Brothers, film américain réalisé par Colin Campbell et Louis Gasnier ;
- 1941 : Vendetta,  film américain réalisé par Gregory Ratoff ;
- 1961 : Les Frères corses (titre original : I fratelli corsi) film franco-italien réalisé par Anton Giulio Majano ;
- 1984 : Cheech & Chong's The Corsican Brothers, film américain parodique réalisé par Tommy Chong.

### À la télévision
- 1970 : The Corsican Cousins, épisode 11, saison 7, de la série télévisée Ma sorcière bien-aimée, réalisé par Richard Michaels, avec Elizabeth Montgomery, Dick Sargent et Agnes Moorehead (Adaptation très libre)
- 1985 : The Corsican Brothers, téléfilm britannique de Ian Sharp, avec Trevor Eve, Geraldine Chaplin et Olivia Hussey

### En bande dessinée
- Frédéric Bertocchini (scénario), Éric Rückstühl (dessins) et Pascal Nino (couleurs), Les Frères corses, tome 1 et tome 2, Éditions DCL, Ajaccio, 2015 et 2016

### À la radio
- 2015 : Les frères corses[1], adaptation radiophonique, par Laurent Martin (adaptation), Michel Sidoroff (réalisation)